# Шарлотта Перкінс Гілмен
Шарлотта Перкінс, у другому шлюбі Перкінс Гілмен (англ. Charlotte Perkins Gilman, [ˈɡɪlmən]; 3 липня 1860, Гартфорд — 17 серпня 1935, Пасадена) — американська феміністка, соціолог, романістка, новелістка, поетеса, наукова літераторка, економістка, суфражистка, викладачка і соціальна реформаторка.  Редакторка власного щомісячника «The Forerunner».

Гілмен критикувала гендерну соціалізацію, примуси шлюбу, трудову експлуатацію жінок хатньою роботою, домагалась виборчого права для жінок та послужила рольовою моделлю для майбутніх поколінь феміністок. Найвідоміша її робота, оповідання «Жовті шпалери», написана після важкої боротьби з післяпологовим психозом, розкривала утиск тогочасної жінки гендерними стереотипами сім'ї та медицини. Роботи «Women and Economics» (1898) та «The Home: Its Work and Influence» (1903) досліджували зв'язки між репродуктивною працею, сексом та патріархатним утиском жінок. Утопія Їїзем'я (1915) стала класикою феміністської наукової фантастики.
Був час, коли терпіння перестало бути чеснотою. Це було давно.

## Життєпис

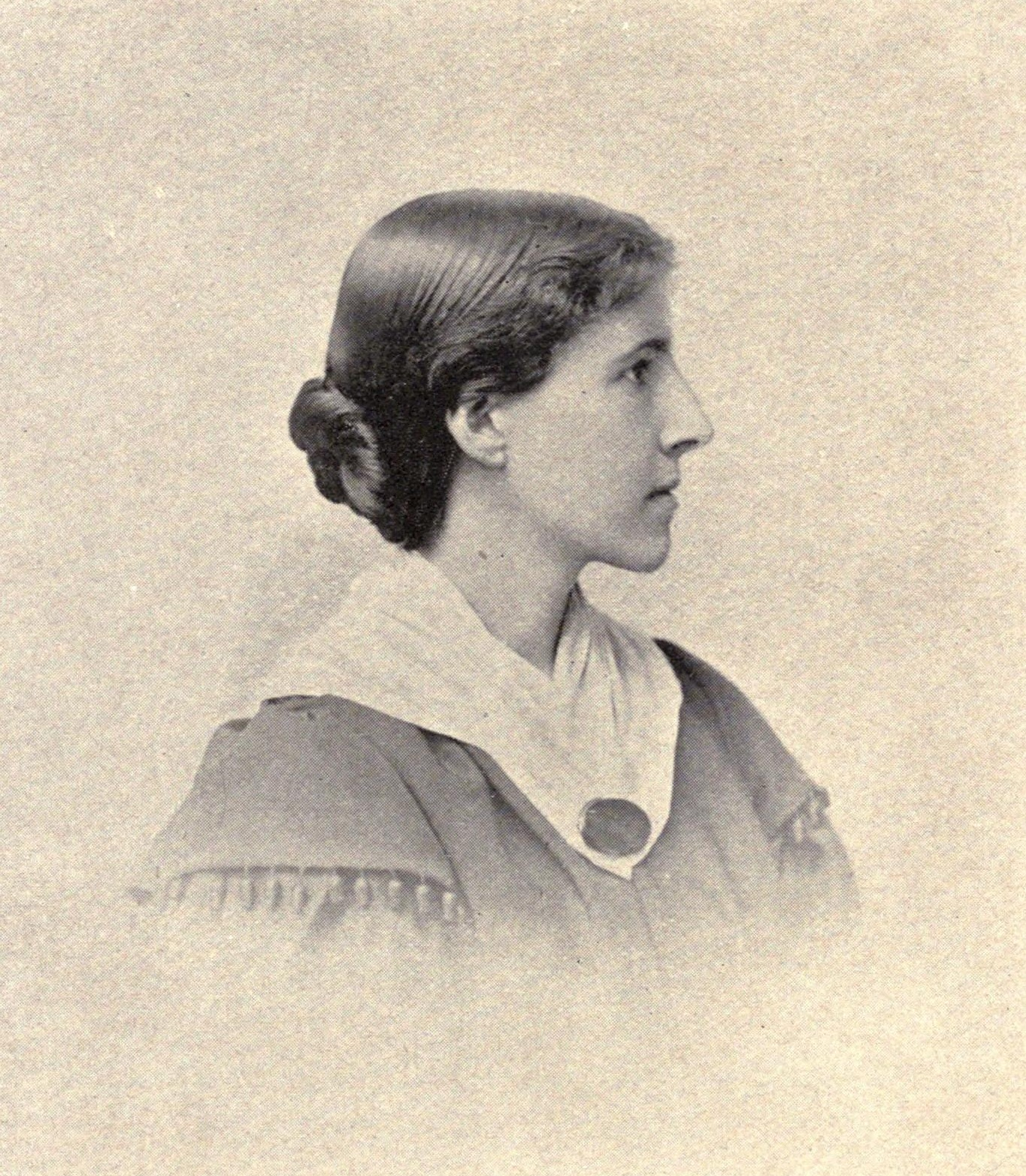
Портрет юної Шарлотти Перкінс Гілмен

Народилася 3 липня 1860 року в Гартфорді, Коннектикут, у сім'ї Мері Перкінс (до шлюбу Мері Фітч Весткотт) і Фредеріка Бічера Перкінса. Мала старшого на 14 місяців брата Томаса Еді. Лікарі заборонили матері народжувати більше дітей через фізичний стан. Коли Шарлотта була зовсім малою, батько пішов з сім'ї, залишивши їх у злиднях. У той час, як мати усіма силами намагалася прогодувати сім'ю, діти часто бували у своїх тіток по батьківській лінії, суфражистки Ізабелли Бічер Гукер, письменниці Гаррієт Бічер-Стоу і вчительки Кетрін Бічер.

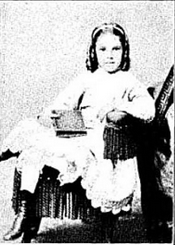
Восьмилітня Шарлотта, 22 січня 1868.

У віці 5 років почала самостійно навчатися читанню, оскільки мати була хвора. Мати була неласкава з дітьми. Щоб захистити їх від травми, отриманої самою, вона заборонила дітям заводити міцну дружбу і читати художню літературу. В автобіографії Перкінс Гілмен писала, що її мати висловлює свою любов, лише коли думає, що її дочка спить. Хоча Шарлотта провела дитинство в ізоляції і злиденній самоті, вона несвідомо готувалася до майбутнього життя, в якому відвідуватиме публічну бібліотеку і вивчатиме стародавні цивілізації. Крім того, любов батька до літератури вплинула на неї, через роки батько зв'язався з нею і надав список книг, які, як він вважав, їй доцільно прочитати.
Велика частина юності Перкінс пройшла в Провіденсі, штат Род-Айленд. У друзі Шарлотта вибирала переважно чоловіків, і не соромилася свого прізвиська — «шибеник». Вона змінила 7 різних громадських шкіл і була кореспонденткою «Товариства заохочення навчання на дому», але закінчила навчання в 15 років. Природний розум і багатогранність знань Перкінс завжди вражали її вчителів, які, тим не менш, розчаровувалися в дівчині, оскільки вона була бідною студенткою. Улюбленим предметом Перкінс була «натуральна філософія», і особливо те, що пізніше стане відомим як «фізика». У 1878 році, у віці 18 років, Перкінс за фінансової підтримки батька потрапила на навчальні курси в школі дизайну і згодом забезпечувала себе як художниця торгових карт. Вона була вихователькою і заохочувала інших до розширення художньої творчості.

### В'язниця шлюбу

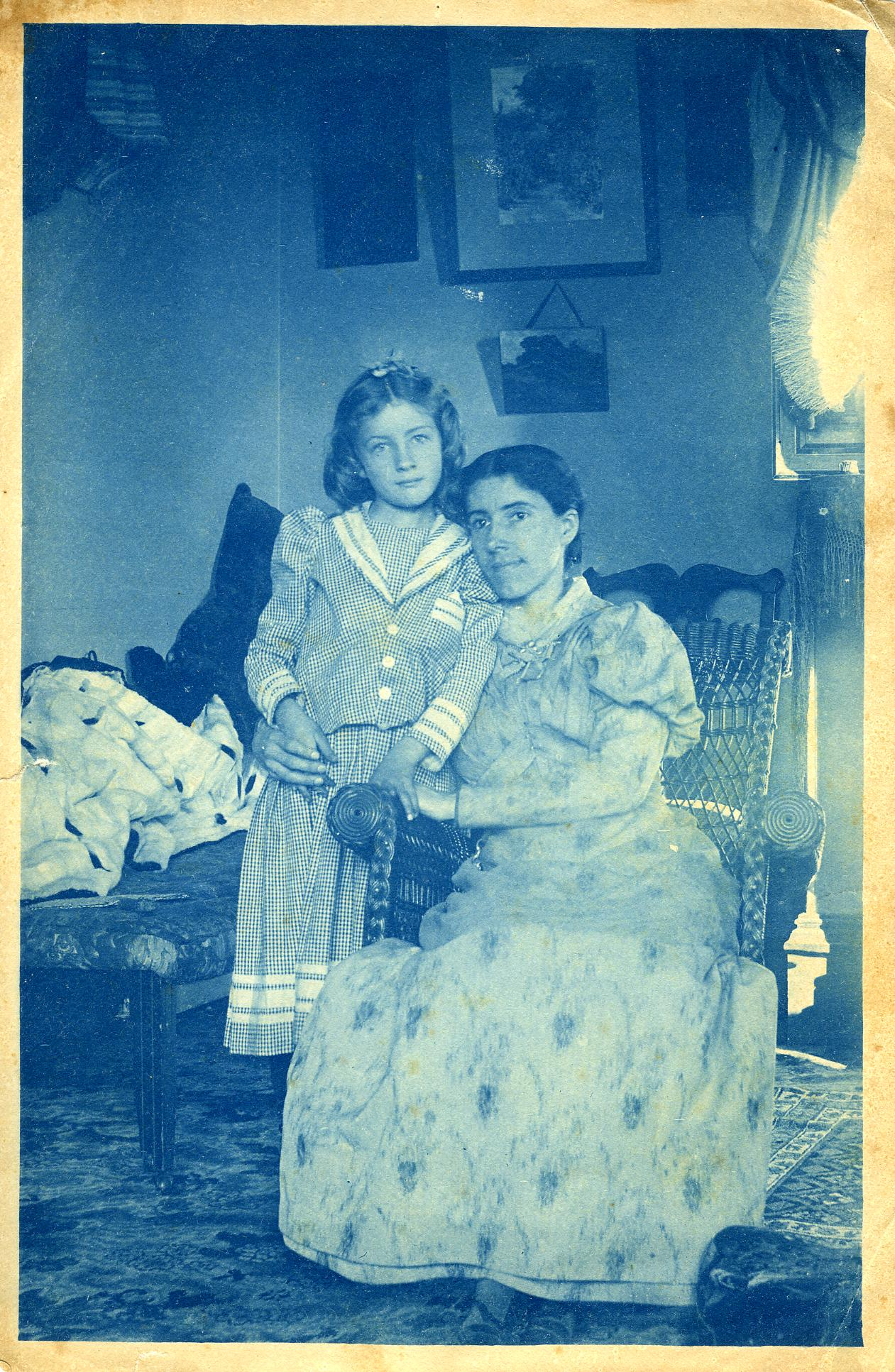
Гілмен з дочкою Кетрін Бічер Стетсон, дома у Каліфорнії, 1893.

У 1884 році Перкінс одружилася з художником Чарльзом Волтером Стетсоном, хоча спочатку відмовила йому, бо нутро підказувало їй, що це їй не підходить. Єдину дитину, Кетрін Бічер Стетсон, народила у наступному році. У перші місяці після пологів Шарлотта, схильна до депресії, перенесла важку післяпологову депресію. Це сталося за часів, коли жінка розцінювалася як «істерична» і «знервована» істота; таким чином, коли жінка стверджувала, що серйозно хвора після пологів, її претензії відхилялися як неприпустимі.
18 квітня 1887 року Перкінс написала в щоденнику, що дуже хвора «якоюсь хворобою мозку», яка приносила страждання, невідчутні для будь-кого іншого, до такої міри, що її «розум зраджував їй». Вона не могла встати з ліжка, читати, писати, шити, розмовляти або годувати себе.
Після дев'яти тижнів лікування Перкінс відправили додому з інструкціями доктора Мітчелла: «Живіть буденним життям, наскільки це можливо. Проводьте весь час з дитиною… Лягайте відпочивати на годину після кожного прийому їжі. Приділяйте в день тільки дві години на інтелектуальне життя. І ніколи не торкайтеся пера, пензля або олівця, поки ви живі». Перкінс намагалася дотримуватися порад кілька місяців, її стан лише гіршав і незабаром вона опинилася на межі повного емоційного краху. Її розсудливість була на межі, і вона почала виявляти суїцидальну поведінку, яка складалася з розмов про пістолети і хлороформ, як писав її чоловік у щоденниках. Саме досвід цього жорстокого «лікування» вона опише у знаменитому оповіданні «Жовті шпалери», котре стане феміністським маніфестом.

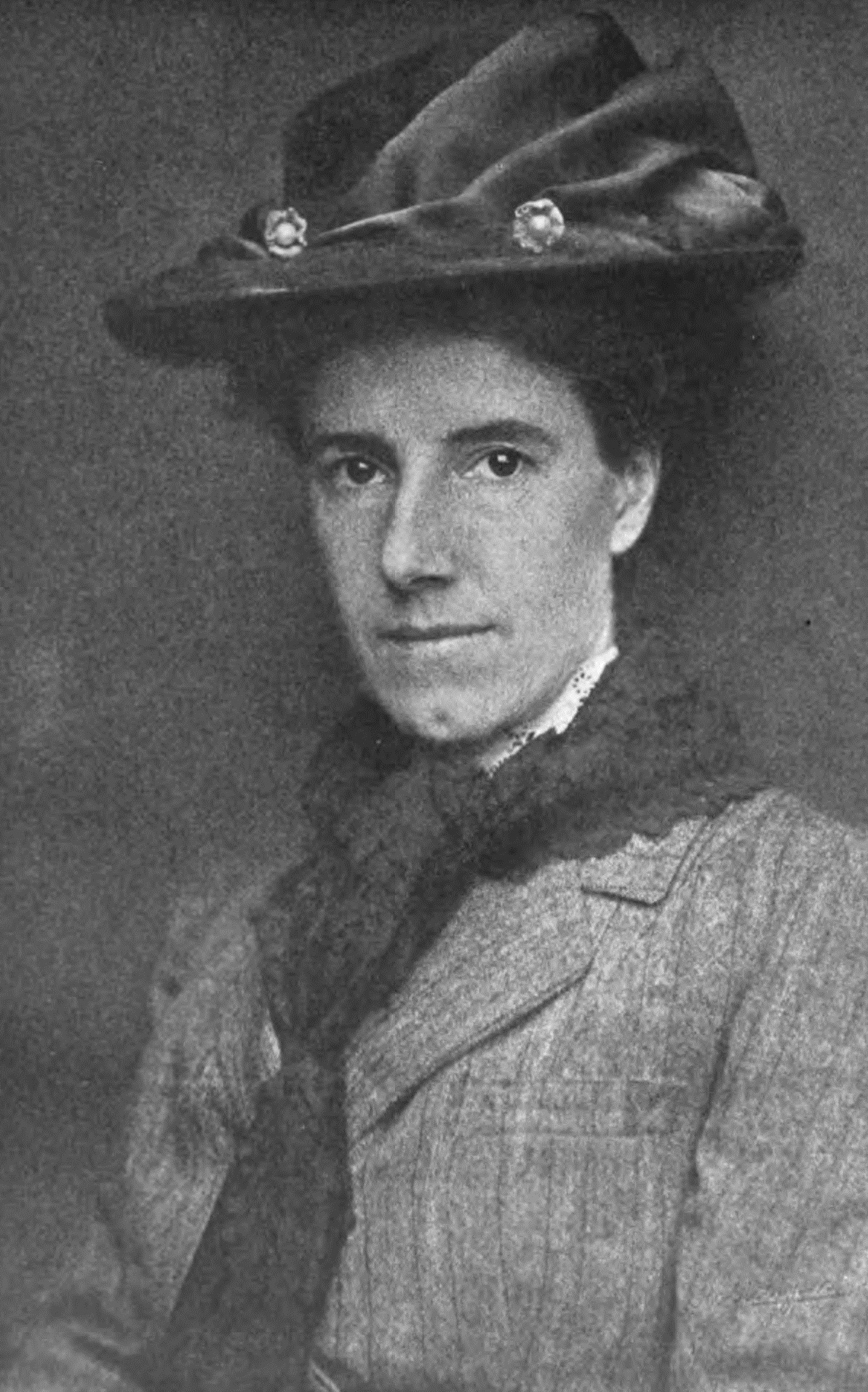
Фото Шарлотти Перкінс Гілмен, не пізніше 1904

На початок літа 1887 року пара вирішила, що розлучення необхідне для повернення Перкінс здоров'я без впливу на життя чоловіка і дочки. У 1888 році Шарлотта Перкінс пішла від чоловіка, що було вкрай рідкісним явищем для кінця XIX століття. Літо вона з дочкою провели час в Брістолі, Род-Айленд, далеко від чоловіка, і саме там її депресія пішла на спад. Вона стала писати, що помічає позитивні зміни в своєму стані. Вони повернулися в Провіденс у вересні. Перкінс продала майно, яке лишилось у неї в Коннектикуті, і разом з подругою Грейс Еллері Чаннінг вирушила в Пасадену, де лікування депресії стало помітним через трансформацію її інтелектуального життя.
У 1894 році Перкінс офіційно розлучилася з чоловіком, і відправила доньку на схід до нього і його нової дружини, Грейс Еллері Чаннінг, близької подруги Шарлотти. Гілмен писала в мемуарах, що була щаслива за Чарльза і Грейс, оскільки «друга мама [Кетрін] була настільки ж гарна, як і перша, і [мабуть] навіть краща в якомусь відношенні». Перкінс дотримувалася прогресивних поглядів на батьківські права і визнавала, що її колишній чоловік «має право на деяке товариство [Кетрін]», і що Кетрін «має право знати і любити свого батька».

### Після розлучення

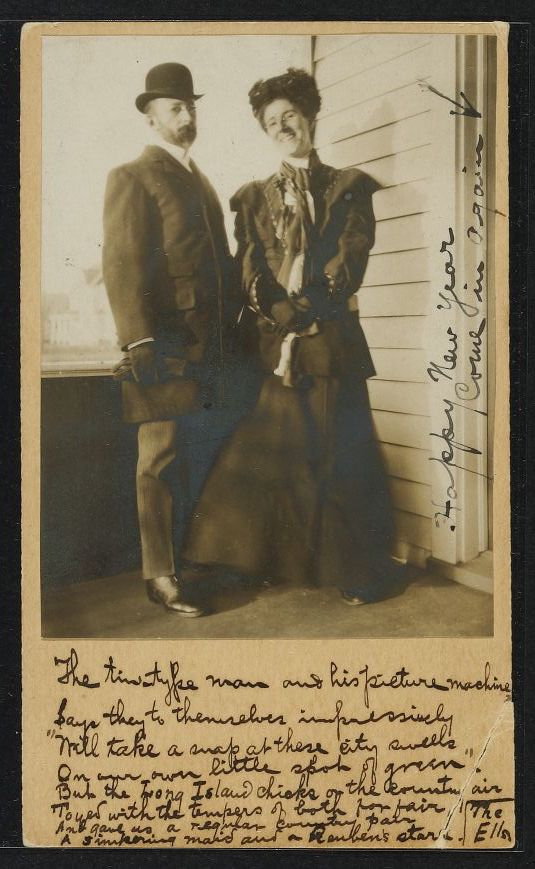
З другим чоловіком

Після розлучення Шарлотта Перкінс поїхала з дочкою в Пасадену, штат Каліфорнія, де стала активісткою кількох феміністських і реформістських організацій, в одній з яких стала авторкою і редакторкою журналу «Bulletin».
Після смерті матері у 1893 році Перкінс, вперше за 8 років, поїхала на схід. Зв'язалася з юристом з Волл-Стріт Гоутоном Гілменом, своїм двоюрідним братом, з яким не бачилася багато років. Вони стали проводити багато часу разом, і стосунки переросли в романтичні. Поки Перкінс перебувала на лекціях, Гоутон обмінювався з нею листами. Пара одружилася у 1900 році і до 1922 року проживала в Нью-Йорку. Другий шлюб не мав нічого спільного з першим. 1922 року Перкінс Гілмен переїхала з Нью-Йорка на стару ферму чоловіка в Норвічі, штат Коннектикут. Після раптової смерті чоловіка у 1934 році від крововиливу в мозок Перкінс Гілмен повернулася в Пасадену, де жила її дочка.
У січні 1932 року в Шарлотти Перкінс Гілмен діагностували невиліковний рак молочної залози. Прихильниця евтаназії для невиліковно хворих, Гілмен покінчила життя самогубством 17 серпня 1935 року, прийнявши велику дозу хлороформу. В автобіографії та передсмертній записці Шарлотта Перкінс Гілмен написала, що «вибрала хлороформ замість раку», і померла швидко і тихо.

## Кар'єра

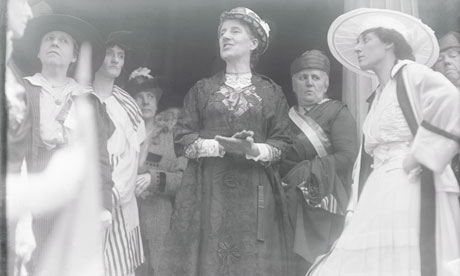
Перкінс Гілмен у колі суфражисток

Після переїзду в Пасадену Шарлотта Перкінс стала активно брати участь у товариствах з просування соціальних реформ. Як делегатка, вона представляла Каліфорнію у 1896 році на Конвенції з виборчого права в Вашингтоні і на міжнародному соціалістично-робочому з'їзді, який проходив в Англії. У 1890 році ознайомилася з рухом Націоналістичних клубів, який працював «задля припинення капіталістичної жадібності і класових відмінностей, а сприяв створенню мирного, етичного і по-справжньому прогресивного людства». Опублікований в журналі «Nationalist» вірш Перкінс «Similar Cases» був сатиричним оглядом людей, які чинили опір соціальним змінам, і отримав позитивні відгуки від критики.
Упродовж того ж 1890 року Перкінс була настільки натхненна, що написала 15 нарисів, віршів, новел і оповідання «Жовті шпалери». Її кар'єра пішла вгору, коли Перкінс почала читати лекції про націоналізм і цим привернула увагу громадськості до свого першого тому поезії «In This Our World», опублікованого в 1893 році. Слава успішної лекторки, яка спиралась на виступи як на джерело прибутку, росла разом з колом спілкування Перкінс, в яке входили подібно налаштовані активістки і письменниці феміністського руху.

### «Жовті шпалери»

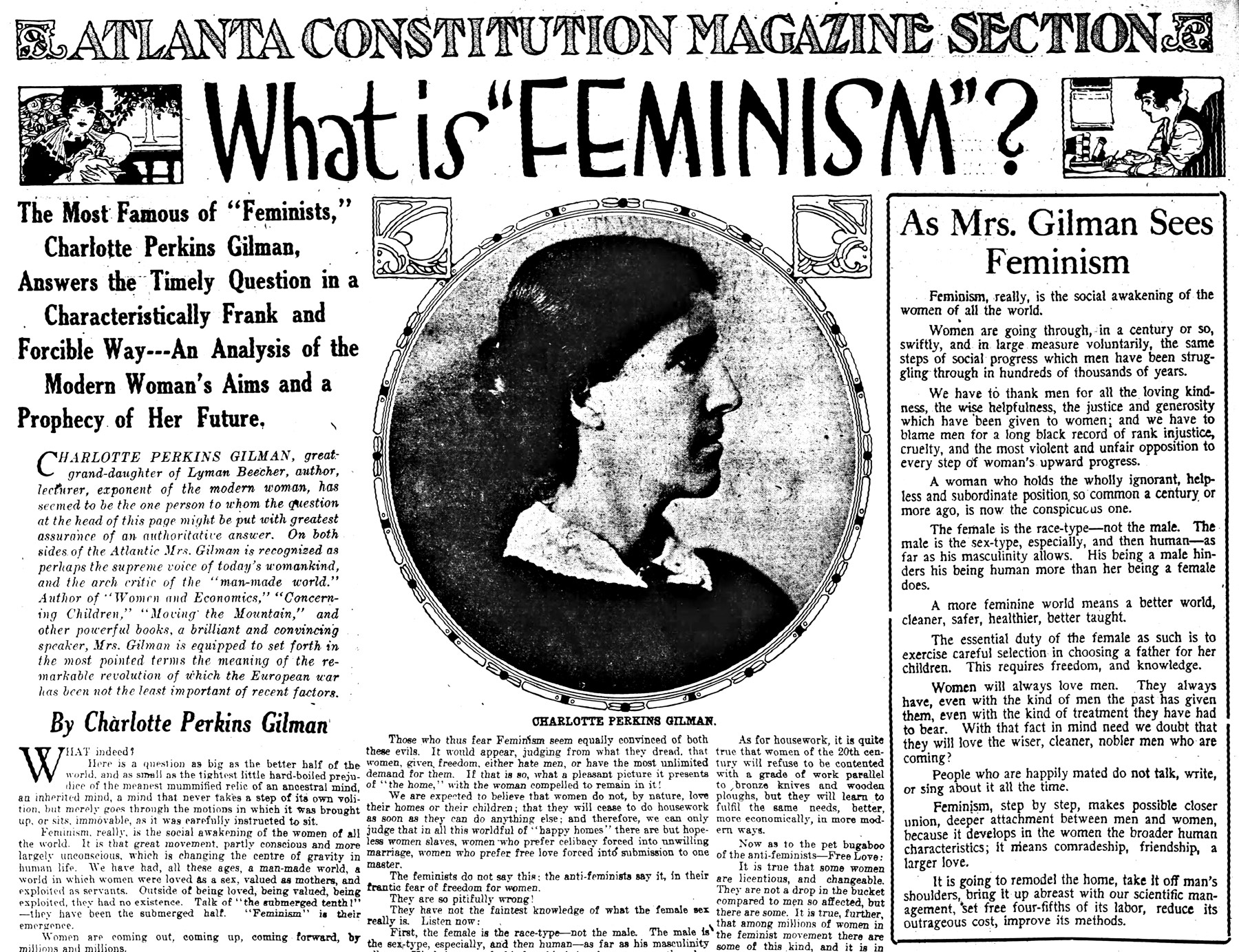
Стаття Шарлотти Перкінс Гілмен про фемінізм у Atlanta Constitution від 10 грудня 1916.

Не будучи першою чи найбільшою з робіт Шарлотти Перкінс, оповідання «Жовті шпалери» стало бестселером «The Feminist Press». Написана всього за два дні, 6-7 червня 1890 року, в будинку Перкінс в Пасадені, вона друкувалася ще півтора року з моменту першої публікації в «The New England Magazine» в січні 1892 року. З моменту першої публікації розповідь потрапила у численні антології видань жіночої літератури, американської літератури і підручники, хоча і не завжди в первісному вигляді. Наприклад, багато підручників опускають фразу «в шлюбі» в дуже важливому рядку на початку розповіді: «Джон сміється з мене, звичайно, але це очікувано в шлюбі». Причина цього упускання є загадкою, оскільки погляди Перкінс на шлюб чітко подані протягом всієї розповіді.
Це історія про жінку, яка страждає від психічного розладу після трьох місяців ув'язнення в кімнаті власним чоловіком «заради її ж здоров'я». Вона стає одержимою огидними жовтими шпалерами в кімнаті. Перкінс написала цю історію, щоб змінити свідомість людей про роль жінки в суспільстві, яка характеризувалася відсутністю у жінок автономії (котра, як вважалося, була шкідливою для їхнього розумового, емоційного і навіть фізичного благополуччя). Оповідачка повинна виконувати вимоги лікування, яке прописує їй чоловік-лікар, і які контрастують з тим, чого вона дійсно потребує — розумової стимуляції і свободи замість одноманітності кімнати, в якій полонена. «Жовті шпалери», по суті, є відповіддю Перкінс лікарю на ім'я Сайлас Вейр Мітчелл, який лікував її від депресії за допомогою «спокою», і якому вона вислала копію своєї праці.
Рецензенти описували оповідання як вражаюче, оскільки воно чітко пояснює й ілюструє те, чому жінки, які живуть монотонним життям, схильні до психічних розладів.

### Інші роботи
Першою книгою Перкінс була «Art Gems for the Home and Fireside» (1888); однак визнання їй принесла сатирична збірка віршів «In This Our World» (1893). Упродовж наступних двох десятиліть популярність Перкінс Гілман підтримувалася завдяки лекціям з проблем жінок, етики праці, прав людини і соціальних реформ. Вона часто використовувала ці теми в своїх літературних працях.
У 1894—1895 роках Шарлотта Перкінс була редакторкою журналу «The Impress», літературного тижневика, який видавався «Pacific Coast Women's Press Association» (раніше „Bulletin“). Упродовж 22 тижнів, що друкувався журнал, вона публікувала свої вірші, редакційні та інші статті. Випуск журналу підійшов до кінця в результаті соціального упередження проти способу життя Гілман, який полягав в нетрадиційності положення матері і жінки, яка розлучилася з чоловіком.
Після чотиримісячного лекційного туру, що закінчився в квітні 1897 року, Перкінс починає глибше замислюватися про сексуальні стосунки й економіку в американських життях і, врешті, завершує перший проєкт «Women and Economics» (1898). Книга була видана в наступному році і поставила Перкінс у центр уваги міжнародного співтовариства. У 1903 році вона звернулася в «Міжнародний конгрес жінок» в Берліні і наступний рік гастролювала в Англії, Голландії, Німеччини, Австрії та Угорщині. Див. Неоплачувана праця.

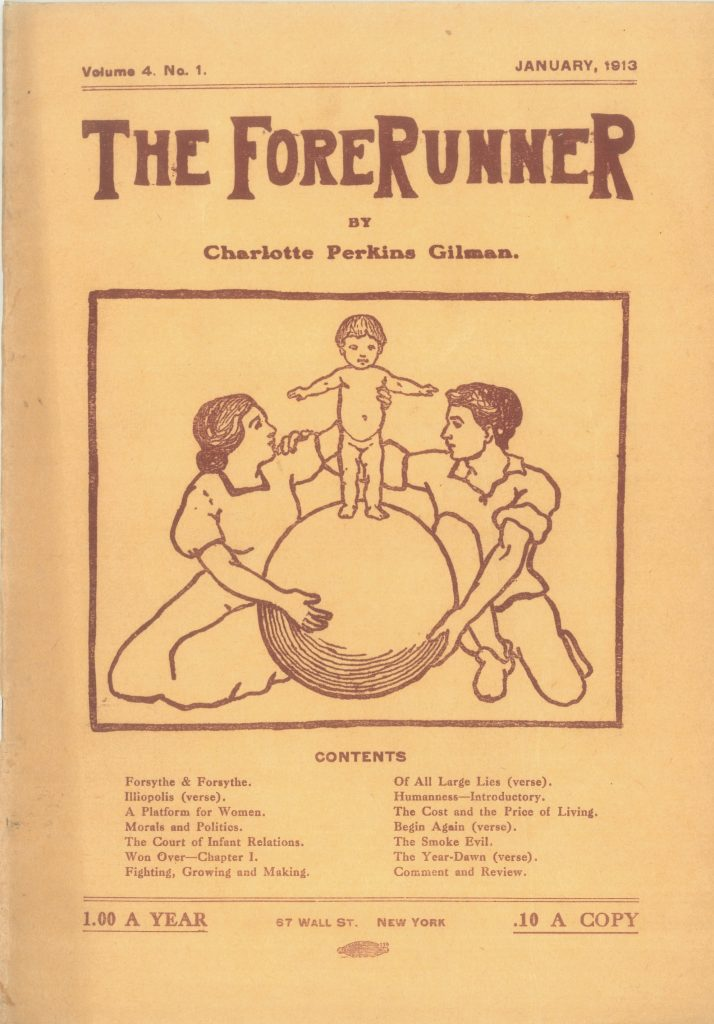
Видання журналу від 1913 року

В 1903 році Перкінс Гілмен написала одну зі своїх найбільш критикованих книг «The Home: Its Work and Influence», у якій розвинула тему «Women and Economics», стверджуючи, що жінки пригнічені у своєму домі, і середовище їхнього життя має змінитися заради їхнього психічного благополуччя. У перервах між подорожами і письменницькою діяльністю її кар'єра була гарантована.
З 1909 по 1916 роки Перкінс Гілмен самостійно писала і редагувала власний журнал «„Forerunner», у якому вийшла більшість її творів. Подаючи матеріали у своєму журналі, щоб «стимулювати думку», «пробудити надію, відвагу і нетерпіння» та «висловити свої ідеї, що потребують спеціального середовища», вона цілеспрямовано йшла проти масової інформації, яка була занадто сенсаційною. За сім років і два місяці журнал мав 86 випусків, кожний об'ємом 28 сторінок. Журнал мав майже 1500 підписниць і рекомендував такі спеціалізовані роботи як «What Diantha Did» (1910), «The Crux» (1911), «Moving the Mountain» (1911) і «Herland». «The Forerunner» називають, «імовірно, найбільшим літературним досягненням довгої кар'єри» Перкінс Гілман. Після цих семи років вона написала сотні статей, опублікованих у «Louisville Herald», «The Baltimore Sun» і «Buffalo Evening News».

Про Їїзем'я Енн Дж. Лейн писала в «Herland and Beyond»: 
«Гілман запропонувала свою точку зору щодо головних питань статі, з якими ми досі воюємо: причини підкорення жінок, боротьба за досягнення самостійності і близькості в людських стосунках; центральна роль роботи як визначення особистості; нові стратегії виховання і навчання майбутніх поколінь для створення гуманного навколишнього середовища».
Автобіографія «The Living of Charlotte Perkins Gilman», розпочата у 1925 році, опублікована посмертно в 1935 році.

## Ідеї

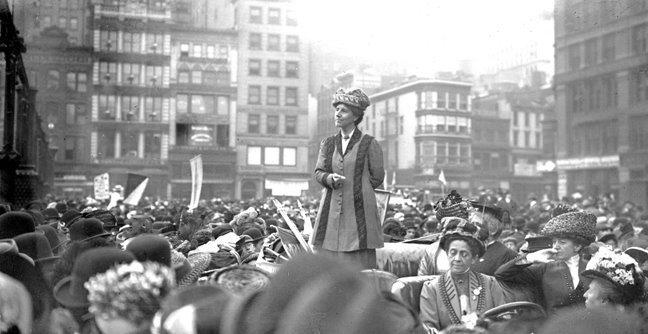
Перкінс Гілмен виступає на суфражистській демонстрації в Юніон-сквер (Нью-Йорк).

### Реформа дарвінізму і економічне звільнення жінок
Шарлотта Перкінс Гілмен називала себе гуманісткою і вірила, що домашні умови пригнічують жінку через переважаючі в суспільстві патріархальні переконання. Приймаючи теорію реформи дарвінізму, вона вважала, що дарвінська теорія представлена тільки з чоловічої сторони людської еволюції (андроцентризм) і стала засновницею теорії про жіночий інтелект в суспільстві.

Перкінс Гілмен стверджувала, що чоловіча агресивність і материнська роль жінок були штучними і в них більше немає такої необхідності, яка була в доісторичні часи:
„Не існує жіночого розуму. Мозок — не статевий орган. З таким же успіхом можна говорити про жіночу печінку.“.

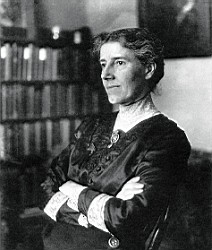
Новелістка Перкінс Гілман, 3 липня 1860 року

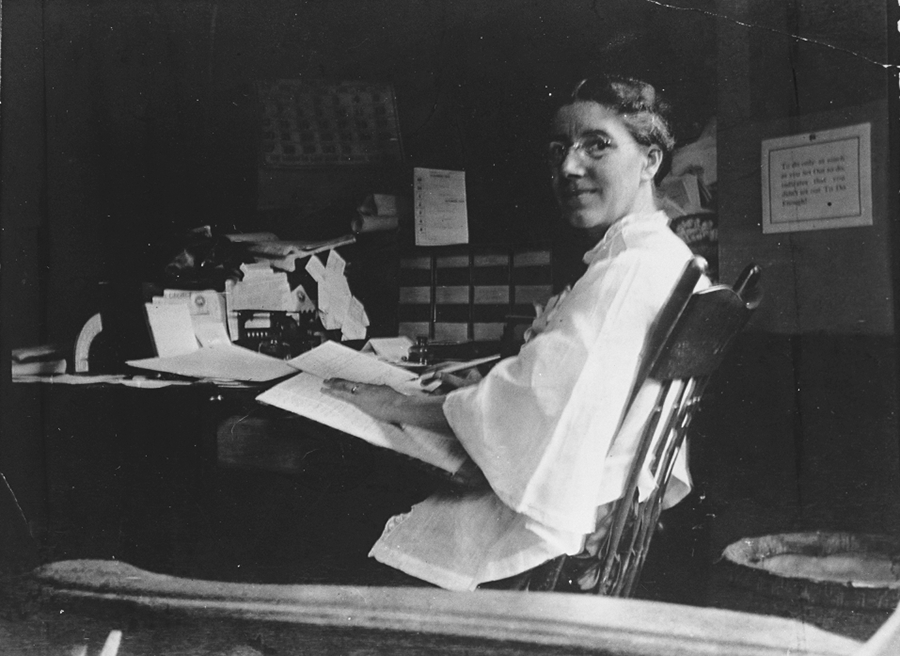
Перкінс Гілман у 1860 році

Головний аргумент Перкінс Гілмен: секс і домашнє господарство йдуть поряд. Жінка для виживання мусить покладатися на свої сексуальні вміння, щоб догодити чоловікові, який буде фінансово підтримувати сім'ю. З дитинства молоді дівчата змушені жити в соціальних обмеженнях, які готують їх до материнства за допомогою іграшок і одягу, призначених для них (гендерні ролі). Перкінс Гілмен виступала за гендерно-нейтральне виховання, стверджуючи, що не повинно бути ніякої різниці в одязі, який носять дівчата і хлопці, іграшках, з якими вони граються, або діяльності, якою вони займаються; Перкінс Гілман описувала бешкетників як ідеальних людей, які бігають навколо і використовують своє тіло і здоров'я вільно.
Перкінс Гілмен стверджувала, що внесок жінок у цивілізацію впродовж всієї історії був зупинений через патріархальну культуру. Вона вважала, що жінки були недостатньо розвиненою половиною людства, і поліпшення їх становища необхідне для запобігання погіршенню людської раси в цілому. Перкінс Гілман відстоювала ідею, що економічна незалежність є єдиною річчю, яка дійсно може принести свободу жінкам і зробити їх рівними з чоловіками.
У 1898 році Перкінс Гілмен опублікувала «Women and Economics» — теоретичний трактат, у якому стверджувалося, що жінки підкорені чоловіками, що материнство не повинно перешкоджати роботі жінки поза домом, і що ведення домашнього господарства, приготування їжі та догляд за дітьми (репродуктивна праця) повинні бути професіоналізовані. «Ідеальна жінка, — пише Гілмен, — це не тільки соціальна роль, яка замкнула жінку у власному будинку, також вона, як вважалося, повинна бути задоволена цією роллю, завжди бути веселою, усміхненою, життєрадісною і добродушною». Коли сексуально-економічні відносини перестануть існувати, життя на домашньому фронті без сумніву покращиться, оскільки розчарування у стосунках часто виникає через відсутність соціальних контактів, яких домогосподарка не має із зовнішнім світом.
Перкінс Гілмен стала доповідачкою з таких тем, як жіночі погляди на роботу, реформи одягу та сім'ї. Вона закликала рівною мірою розділяти хатню роботу між чоловіком і жінкою, заохочувати жінок до незалежності в ранньому віці. У багатьох зі своїх головних робіт, в тому числі «The Home» (1903), «Human Work» (1904) і «The Man-Made World» (1911), Перкінс Гілман також захищала жінок, які працюють поза домом.

### Феміністична ревізія дому
Шарлотта Перкінс Гілмен стверджувала, що будинок має бути соціально переглянутий. Дім повинен перейти від стану «господарського суб'єкта», де подружня пара живе разом заради економічної вигоди або необхідності, до стану місця, де групи чоловіків і групи жінок можуть співіснувати в «мирному і незмінно експресивному особистому житті».
Перкінс Гілмен вірила, що приємний і здоровий спосіб життя не повинен бути призначений тільки для подружніх пар; всі люди мають потребу в будинку, який забезпечує ці зручності; передбачала, що має бути побудований загальний тип житла, комфортний як для чоловіків, так і для жінок, що складається з кімнат, кімнат люкс і будинків. Це дозволить людям жити окремо і в той же час мати спілкування і зручний будинок. Чоловіки і жінки будуть повністю економічно незалежними в житлових умовах, що дозволяють укладати шлюби без сексуально-економічного підтексту, таким чином змінивши положення жінок. Перкінс Гілмен передбачила і структурну організацію будинку. Вона видаляє кухню від дому, щоб розширити житлові приміщення і звільнити жінок від домашнього готування. Будинок постає справжнім особистим вираженням індивідуального життя в ньому.
У підсумку реструктуризація будинку і способу життя дозволила б людям, особливо жінкам, стати «невіддільною частиною соціальної структури в безпосередньому, прямому, постійному зв'язку з потребами і послугами суспільства». Це було б різкою зміною для жінок, які вважали самообмеження нормою сімейного життя, побудованого на їх економічній залежності від чоловіків.
В боротьбі за права голосу для всіх жінок Перкінс Гілмен виступила проти вимоги грамотності для права голосу на національній конвенції про жіноче виборче право, яка відбулася в 1903 році в Новому Орлеані.

## Відгуки
«Жовті шпалери» критика спочатку зустріла змішаними відгуками. В анонімному листі, опублікованому в «Boston Transcript», говорилося: «Здавалось би, історія навряд чи принесе задоволення будь-якому читачеві, і для багатьох, чиї життя і життя їх близьких були пов'язані з цією хворобою, відчують цей самий гострий біль. Для інших, чиє життя перетворилось у боротьбу зі спадком психічного захворювання, така література містить смертельну небезпеку. Чи повинні такі історії пропускатися без суворого осуду?».
Хоча Перкінс Гілмен отримала міжнародну популярність після публікації «Women and Economics» у 1898 році, до кінця Першої світової війни вона опинилася не в ладах зі своїм часом. У автобіографії вона зізналася, що: «…на жаль, мої погляди на сексуальні питання не апелюють до фрейдистського комплексу сьогодні, і людей не задоволені представленням релігії як допомоги в нашій великій роботі по вдосконаленню світу».
Останнім часом Перкінс Гілмен критикували за ідею «A Suggestion on the Negro Problem», де вона пропонувала створити громадянську армію чорношкірих на зразок «Амері-Корпус», для забезпечення їх робочими місцями і дисципліною.

## Публікації

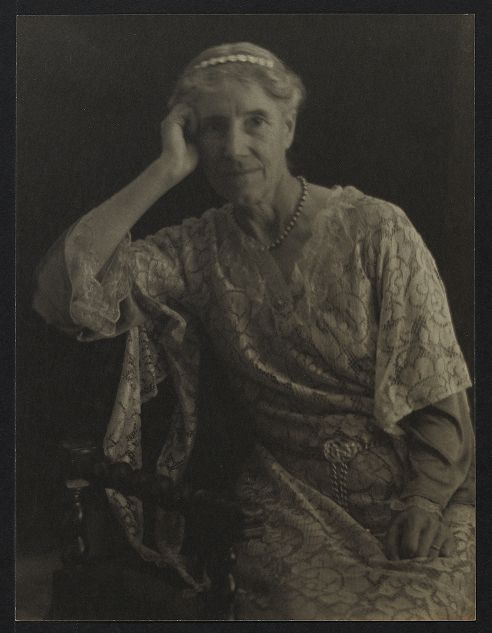
Портрет Перкінс Гілмен, 1860 рік

### Збірки поезії
- In This Our World. — 1. — Oakland : McCombs & Vaughn, 1893.
  - In This Our World. — 2. — London : T. Fisher Unwin, 1895.
  - In This Our World. — 2. — San Francisco : Press of James H. Barry, 1895.
- Suffrage Songs and Verses. — New York : Charlton Co, 1911.
  - Suffrage Songs and Verses. — New Haven : Research Publications, 1977.
  - Suffrage Songs and Verses // History of Women. — № 6558.
- The Later Poetry of Charlotte Perkins Gilman. — Newark : University of Delaware Press, 1996.

### Романи і повісті
- What Diantha Did // Forerunner. — 1909–1910.
- The Crux // Forerunner. — 1911.
- Moving the Mountain // Forerunner. — 1911.
- Mag-Marjorie // Forerunner. — 1912.Третє видання "Світу, створеного чоловіками, або Нашої андроцентричної культури" (1914, Нью-Йорк)
- Benigna Machiavelli // Forerunner. — 1914.
- Herland // Forerunner. — 1915.
- With Her in Ourland // Forerunner. — 1916.

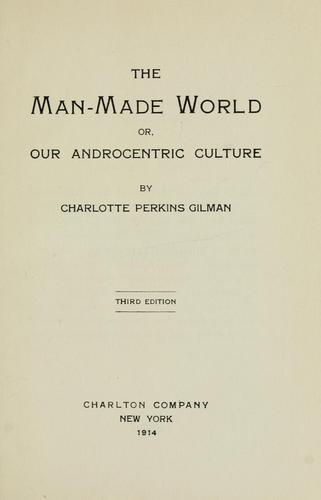
Третє видання "Світу, створеного чоловіками, або Нашої андроцентричної культури" (1914, Нью-Йорк)

- Unpunished / Eds. Catherine J. Golden and Denise D. Knight. — New York : Feminist Press, 1997.

### Драма / діалоги
Більшість драм Шарлотти Перкінс Гілман недоступні, оскільки є тільки оригінали. Деякі з драм друкувалися і передруковувалися в «The Forerunner».
- Dame Nature Interviewed on the Woman Question as It Looks to Her // Kate Field's Washington. — 1890. — С. 138—140.
- The Twilight // Impress. — 10 November 1894. — С. 4–5.
- Story Studies // Impress. — 17 November 1894. — С. 5.
- The Story Guessers // Impress. — 24 November 1894. — С. 5.
- Three Women // Forerunner. — 1911. — № 2. — С. 134.
- Something to Vote For // Forerunner. — 1911. — № 2. — С. 143—153.
- The Ceaseless Struggle of Sex: A Dramatic View // Kate Field's Washington. — 9 April 1890. — С. 239—240.

### Документальна проза

#### Книги
- His Religion and Hers. — New York and London: Century Co, 1923.
  - His Religion and Hers. — London: T. Fisher Unwin, 1924.
  - His Religion and Hers. — Westport: Hyperion Press, 1976.
- Gems of Art for the Home and Fireside. — Providence: J. A. and R. A. Reid, 1888.
- Women and Economics. — Boston: Small, Maynard & Co, 1898.
- Concerning Children. — Boston: Small, Maynard & Co, 1900.
- The Home: Its Work and Influence. — New York: McClure, Phillips, & Co, 1903.
- Human Work. — New York: McClure, Phillips, & Co, 1904.
- The Man-Made World / Our Androcentric Culture. — New York: Charton Co, 1911.
- Our Brains and What Ails Them. — 1912. (випущено серією в «Forerunner»)
- Social Ethics. — 1914. (випущено серією в «Forerunner»)
- Our Changing Morality / Ed. Freda Kirchway. — New York: Boni, 1930. — С. 53–66.

#### Розповіді та серійна проза
- Why Women Do Not Reform Their Dress // Woman's Journal. — 9 October 1886. — С. 338.
- A Protest Against Petticoats // Woman's Journal. — 8 January 1887. — С. 60.
- The Providence Ladies Gymnasium // Providence Journal. — 1888. — № 8. — С. 2.
- How Much Must We Read? // Pacific Monthly. — 1889. — № 1. — С. 43–44.
- Altering Human Nature // California Nationalist. — 10 May 1890. — С. 10.
- Are Women Better Than Men? // Pacific Monthly. — 1891. — № 3. — С. 9–11.
- A Lady on the Cap and Apron Question // Wasp. — 6 June 1891. — С. 3.
- The Reactive Lies of Gallantry // Belford's ns. — 1892. — № 2. — С. 205—208.
- The Vegetable Chinaman // Housekeeper's Weekly. — 24 June 1893. — С. 3.
- The Saloon and Its Annex // Stockton Mail. — 1893. — № 4. — С. 4.
- The Business League for Women // Impress. — 1894. — № 1. — С. 2.
- Official Report of Woman's Congress // Impress. — 1894. — № 1. — С. 3.
- John Smith and Armenia // Impress. — 12 January 1895. — С. 2–3.
- The American Government // Woman's Column. — 6 June 1896. — С. 3.
- When Socialism Began // American Fabian. — 1897. — № 3. — С. 1–2.
- Causes and Uses of the Subjection of Women // Woman's Journal. — 24 December 1898. — С. 410.
- The Automobile as a Reformer // Saturday Evening Post. — 3 June 1899. — С. 778.
- Esthetic Dyspepsia // Saturday Evening Post. — 4 August 1900. — С. 12.
- Ideals of Child Culture // Child Stude For Mothers and Teachers / Ed Margaret Sangster. — Philadelphia: Booklovers Library, 1901. — P. 93–101.
- Should Wives Work? // Success. — 1902. — № 5. — С. 139.
- Fortschritte der Frauen in Amerika (нем.) // Neues Frauenleben. — 1903. — Bd. 1, Nr. 1. — S. 2–5.
- The Passing of the Home in Great American Cities // Cosmopolitan. — 1904. — № 38. — С. 137—147.
- The Beauty of a Block // Independent. — 14 July 1904. — С. 67–72.
- The Home and the Hospital // Good Housekeeping. — 1905. — № 40. — С. 9.
- Some Light on the [Single Woman's] 'Problem.' // American Magazine. — 1906. — № 62.
- Social Darwinism // American Journal of Sociology. — 1907. — № 12. — С. 713—714.
- A Suggestion on the Negro Problem // American Journal of Sociology. — 1908. — № 14. — С. 78–85.
- How Home Conditions React Upon the Family // American Journal of Sociology. — 1909. — № 14. — С. 592—605.
- Children's Clothing // Harper's Bazaar. — 1910. — № 44. — С. 24.
- On Dogs // Forerunner. — 1911. — № 2. — С. 206—209.
- How to Lighten the Labor of Women // McCall's. — 1912. — № 40. — С. 14–15, 77.
- What 'Love' Really Is // Pictorial Review. — 1913. — № 14. — С. 11, 57.
- Gum Chewing in Public // New York Times. — 20 May 1914. — № 12. — С. 5.
- A Rational Position on Suffrage/At the Request of the New York Times, Mrs. Gilman Presents the Best Arguments Possible in Behalf of Votes for Women // New York Times Magazine. — 7 Mart 1915. — С. 14–15.
- What is Feminism? // Boston Sunday Herald Magazine. — 3 September 1916. — С. 7.
- The Housekeeper and the Food Problem // Annals of the American Academy. — 1917. — № 74. — С. 123—140.
- Concerning Clothes // Independent. — 22 June 1918. — С. 478, 483.
- The Socializing of Education // Public. — 5 April 1919. — С. 348—349.
- A Woman's Party // Suffragist. — 1920. — № 8. — С. 8–9.
- Making Towns Fit to Live In // Century. — 1921. — № 102. — С. 361—366.
- Cross-Examining Santa Claus // Century. — 1922. — № 105. — С. 169—174.
- Is America Too Hospitable? // Forum. — 1923. — № 70. — С. 1983—1989.
- Toward Monogamy // Nation. — 11 June 1924. — С. 671—673.
- The Nobler Male // Forum. — 1925. — № 74. — С. 19–21.
- American Radicals // New York Jewish Daily Forward. — 1926. — № 1. — С. 1.
- Progress through Birth Control // North American Review. — 1927. — № 224. — С. 622—629.
- Divorce and Birth Control // Outlook. — 25 January 1928. — С. 130—131.
- Feminism and Social Progress // Problems of Civilization / Ed. Baker Brownell. — New York: D. Van Nostrand, 1929. — P. 115—142.
- Sex and Race Progress // Sex in Civilization / Eds. V. F. Calverton and S. D. Schmalhausen. — New York: Macaulay, 1929. — P. 109—123.
- Parasitism and Civilized Vice // Woman's Coming of Age / Ed. S. D. Schmalhausen. — New York: Liveright, 1931. — P. 110—126.
- Birth Control, Religion and the Unfit // Nation. — 27 January 1932. — С. 108—109.
- The Right to Die // Forum. — 1935. — № 94. — С. 297—300.

### Власні публікації
- The Forerunner (7 томів, 1909—1916)

### Лекції
Існує понад 90 доповідей по лекціях, прочитаних Шарлоттою Перкінс Гілман у США і Європі .
- Club News // Weekly Nationalist. — 21 June 1890. — С. 6. [Re. «On Human Nature»]
- With Women Who Write // San Francisco Examiner. — March 1891. — № 3. — С. 3. [Re. «The Coming Woman»]
- Safeguards Suggested for Social Evils // San Francisco Call. — 24 April 1892. — № 12. — С. 4.
- «The Labor Movement». Alameda County Federation of Trades, 1893. Alameda County, CA Labor Union Meetings. 2 September 1892.
- Announcement // Impress. — 1894. — № 1. — С. 2. [Re. Series of «Talks on Social Questions»]
- All the Comforts of a Home // San Francisco Examiner. — 22 May 1895. — С. 9. [Re. «Simplicity and Decoration»]
- The Washington Convention // Woman's Journal. — 15 February 1896. — С. 49–50. [Re. California]
- Woman Suffrage League // Boston Advertiser. — 10 November 1897. — № 8. — С. 1. [Re. «The Economic Basis of the Woman Question»]
- Bellamy Memorial Meeting // American Fabian. — 1898. — № 4. — С. 3.
- An Evening With Kipling // Daily Argus. — 14 March 1899. — № 4. — С. 2.
- Scientific Training of Domestic Servants // Women and Industrial Life Vol 6 of International Congress of Women of 1899 / Ed Countess of Aberdeen. — London: T. Unwin Fisher, 1900. — P. 109.
- Society and the Child // Brooklyn Eagle. — 11 December 1902. — № 8. — С. 4.
- Woman and Work / Popular Fallacy that They are a Leisure Class, Says Mrs. Gilman // New York Tribune. — 26 February 1903. — № 7. — С. 1.
- A New Light on the Woman Question // Woman's Journal. — 25 April 1904. — С. 76–77.
- Straight Talk by Mrs. Gilman is Looked For // San Francisco Call. — 16 July 1905. — № 33. — С. 2.
- «Women and Social Service». Warren: National American Woman Suffrage Association, 1907.
- Higher Marriage Mrs. Gilman's Plea // New York Times. — 29 December 1908. — № 2. — С. 3.
- Three Women Leaders in Hub // Boston Post. — 7 December 1909. — № 1 / 14. — С. 1–2 / 5–6.
- Warless World When Women's Slavery Ends // San Francisco Examiner. — 14 November 1910. — № 4. — С. 1.
- Lecture Given by Mrs. Gilman // San Francisco Call. — 15 November 1911. — № 7. — С. 3. [Re. «The Society — Body and Soul»]
- Mrs. Gilman Assorts Sins // New York Times. — 3 June 1913. — № 3. — С. 8.
- Adam the Real Rib, Mrs. Gilman Insists // New York Times. — 19 February 1914. — № 9. — С. 3.
- Advocates a 'World City // New York Times. — 6 January 1915. — № 15. — С. 5. [Re. Arbitration of diplomatic disputes by an international agency.]
- The Listener // Boston Transcript. — 14 April 1917. — № 14. — С. 1. [Re. Announcement of lecture series.]
- Great Duty for Women After War // Boston Post. — 26 February 1918. — № 2. — С. 7.
- Mrs. Gilman Urges Hired Mother Idea // New York Times. — 23 September 1919. — № 36. — С. 1–2.
- Eulogize Susan B. Anthony // New York Times. — 16 February 1920. — № 15. — С. 6. [Re. Gilman and others eulogize Anthony on the centenary of her birth.]
- Walt Whitman Dinner // New York Times. — 1 June 1921. — № 16. — С. 7. [Gilman speaks at annual meeting of Whitman Society in New York.]
- Fiction of America Being Melting Pot Unmasked by CPG // Dallas Morning News. — 15 February 1926. — № 9 / 15. — С. 7–8 / 8.

### Щоденники, журнали, біографії та листи
- Charlotte Perkins Gilman: The Making of a Radical Feminist / Ed. Mary A. Hill. — Philadelphia: Temple University Press, 1980.
- The Diaries of Charles Walter Stetson / Ed. Mary A. Hill. — Philadelphia: Temple University Press, 1988.
- A Journey from Within: The Love Letters of Charlotte Perkins Gilman, 1897—1900 / Ed. Mary A. Hill. — Lewisburg: Bucknill UP, 1995.
- To Herland and Beyond: The Life of Charlotte Perkins Gilman / Ann J. Lane. — New York: Pantheon, 1990.
- The Diaries of Charlotte Perkins Gilman / Ed. Denise D. Knight. — Charlottesville: University Press of Virginia, 1994. в двух томах

### Оповідання
Шарлотта Перкінс Гілман опублікувала 186 оповідань в журналах, газетах і власному щомісячнику «The Forerunner». Багато літературних критиків проігнорували ці новели.
- Circumstances Alter Cases // Kate Field's Washington : journal. — 23 July 1890. — С. 55–56.
  - «The Yellow Wall-Paper» and Other Stories / Ed. Robert Shulman. — Oxford : Oxford UP, 1995. — С. 32–38.
- That Rare Jewel // Women's Journal. — 17 May 1890. — С. 158.
  - «The Yellow Wall-Paper» and Other Stories / Ed. Robert Shulman. — Oxford : Oxford UP, 1995. — С. 20–24.
- The Unexpected // Kate Field's Washington : journal. — 21 May 1890. — С. 335–336.
  - «The Yellow Wall-Paper» and Other Stories / Ed. Robert Shulman. — Oxford : Oxford UP, 1995. — С. 25–31.
- An Extinct Angel // Kate Field's Washington : journal. — 23 September 1891. — С. 199–200.
  - «The Yellow Wall-Paper» and Other Stories / Ed. Robert Shulman. — Oxford : Oxford UP, 1995. — С. 48–50.
- The Giant Wistaria // New England Magazine. — 1891. — № 4. — С. 480–485.
  - «The Yellow Wall-Paper» and Other Stories / Ed. Robert Shulman. — Oxford : Oxford UP, 1995. — С. 39–47.
- The Yellow Wall-paper // New England Magazine. — 1892. — № 5. — С. 647–656.
  - The Yellow Wall-paper. — Boston : Small, Maynard & Co, 1899.
  - The Yellow Wall-paper. — New York : Feminist Press, 1973. (послесловие Элейн Хеджес)
  - The Yellow Wall-paper. — Oxford : Oxford UP, 1995. (вступление Роберта Шульмана)
- The Rocking-Chair // Worthington's Illustrated. — 1893. — № 1. — С. 453–459.
  - «The Yellow Wall-Paper» and Other Stories / Ed. Robert Shulman. — Oxford : Oxford UP, 1995. — С. 51–61.
- An Elopement // San Francisco Call. — 10 July 1893. — С. 1.
  - «The Yellow Wall-Paper» and Other Stories / Ed. Robert Shulman. — Oxford : Oxford UP, 1995. — С. 66–68.
- Deserted // San Francisco Call. — 17 July 1893. — С. 1-2.
  - «The Yellow Wall-Paper» and Other Stories / Ed. Robert Shulman. — Oxford : Oxford UP, 1995. — С. 62–65.
- Through This // Kate Field's Washington. — 13 September 1893. — С. 166.
  - «The Yellow Wall-Paper» and Other Stories / Ed. Robert Shulman. — Oxford : Oxford UP, 1995. — С. 69–72.
- A Day's Berryin // Impress. — 13 October 1894. — С. 4–5.
  - «The Yellow Wall-Paper» and Other Stories / Ed. Robert Shulman. — Oxford : Oxford UP, 1995. — С. 78–82.
- Five Girls // Impress. — 1 December 1894. — С. 5.
  - «The Yellow Wall-Paper» and Other Stories / Ed. Robert Shulman. — Oxford : Oxford UP, 1995. — С. 83–86.
- One Way Out // Impress. — 29 December 1894. — С. 5.
  - «The Yellow Wall-Paper» and Other Stories / Ed. Robert Shulman. — Oxford : Oxford UP, 1995. — С. 87–91.
- The Misleading of Pendleton Oaks // Impress. — 6 October 1894. — С. 4-5.
  - «The Yellow Wall-Paper» and Other Stories / Ed. Robert Shulman. — Oxford : Oxford UP, 1995. — С. 73–77.
- An Unnatural Mother // Impress. — 16 February 1895. — С. 4-5.
  - «The Yellow Wall-Paper» and Other Stories / Ed. Robert Shulman. — Oxford : Oxford UP, 1995. — С. 98–106.
- An Unpatented Process // Impress. — 12 January 1895. — С. 4-5.
  - «The Yellow Wall-Paper» and Other Stories / Ed. Robert Shulman. — Oxford : Oxford UP, 1995. — С. 92–97.
- According to Solomon // Forerunner. — 1909. — Т. 1, № 2. — С. 1–5.
  - «The Yellow Wall-Paper» and Other Stories / Ed. Robert Shulman. — Oxford : Oxford UP, 1995. — С. 122–129.
- Three Thanksgivings // Forerunner. — 1909. — Т. 1. — С. 5–12.
  - «The Yellow Wall-Paper» and Other Stories / Ed. Robert Shulman. — Oxford : Oxford UP, 1995. — С. 107–121.
- What Diantha Did // Forerunner. — 1909-1911. — Т. 1.
  - What Diantha Did. — New York : Charlton Co, 1910.
  - What Diantha Did. — London : T. Fisher Unwin, 1912.
- The Cottagette // Forerunner. — 1910. — Т. 1, № 10. — С. 1–5.
  - «The Yellow Wall-Paper» and Other Stories / Ed. Robert Shulman. — Oxford : Oxford UP, 1995. — С. 130–138.
- When I Was a Witch // Forerunner. — 1910. — Т. 1. — С. 1–6.
  - The Charlotte Perkins Gilman Reader / Ed. Ann J. Lane. — New York : Pantheon, 1980. — С. 21–31.
- In Two Houses // Forerunner. — 1911. — Т. 2, № 7. — С. 171–177.
  - «The Yellow Wall-Paper» and Other Stories / Ed. Robert Shulman. — Oxford : Oxford UP, 1995. — С. 159–171.
- Making a Change // Forerunner. — 1911. — Т. 2, № 12. — С. 311–315.
  - «The Yellow Wall-Paper» and Other Stories / Ed. Robert Shulman. — Oxford : Oxford UP, 1995. — С. 182–190.
- Moving the Mountain // Forerunner. — 1911. — Т. 2. — С. 1–6.
  - The Charlotte Perkins Gilman Reader / Ed. Ann J. Lane. — New York : Pantheon, 1980. — С. 178–188.
  - Moving the Mountain. — New York : Charlton Co, 1911.
- The Crux // Forerunner. — 1910. — Т. 2.
  - The Charlotte Perkins Gilman Reader / Ed. Ann J. Lane. — New York : Pantheon, 1980. — С. 116–122.
  - The Crux. — New York : Charlton Co, 1911.
- The Jumping-off Place // Forerunner. — 1911. — Т. 2, № 4. — С. 87–93.
  - «The Yellow Wall-Paper» and Other Stories / Ed. Robert Shulman. — Oxford : Oxford UP, 1995. — С. 148–158.
- The Widow's Might // Forerunner. — 1911. — Т. 2, № 1. — С. 3–7.
  - «The Yellow Wall-Paper» and Other Stories / Ed. Robert Shulman. — Oxford : Oxford UP, 1995. — С. 139–147.
- Turned // Forerunner. — 1911. — Т. 2, № 9. — С. 227–232.
  - «The Yellow Wall-Paper» and Other Stories / Ed. Robert Shulman. — Oxford : Oxford UP, 1995. — С. 182–191.
- Mrs. Elder's Idea // Forerunner. — 1912. — Т. 3, № 2. — С. 29–32.
  - «The Yellow Wall-Paper» and Other Stories / Ed. Robert Shulman. — Oxford : Oxford UP, 1995. — С. 191–199.
- Their House // Forerunner. — 1912. — Т. 3, № 12. — С. 309–314.
  - «The Yellow Wall-Paper» and Other Stories / Ed. Robert Shulman. — Oxford : Oxford UP, 1995. — С. 200–209.
- A Council of War // Forerunner. — 1913. — Т. 4, № 8. — С. 197–201.
  - «The Yellow Wall-Paper» and Other Stories / Ed. Robert Shulman. — Oxford : Oxford UP, 1995. — С. 235–243.
- Bee Wise // Forerunner. — 1913. — Т. 4, № 7. — С. 169–173.
  - «The Yellow Wall-Paper» and Other Stories / Ed. Robert Shulman. — Oxford : Oxford UP, 1995. — С. 226–234.
- Her Beauty // Forerunner. — 1913. — Т. 4, № 2. — С. 29–33.
  - «The Yellow Wall-Paper» and Other Stories / Ed. Robert Shulman. — Oxford : Oxford UP, 1995. — С. 210–217.
- Mrs. Hines's Money // Forerunner. — 1913. — Т. 4, № 4. — С. 85–89.
  - «The Yellow Wall-Paper» and Other Stories / Ed. Robert Shulman. — Oxford : Oxford UP, 1995. — С. 218–226.
- A Partnership // Forerunner. — 1914. — Т. 5, № 6. — С. 141–145.
  - «The Yellow Wall-Paper» and Other Stories / Ed. Robert Shulman. — Oxford : Oxford UP, 1995. — С. 253–261.
- Begnina Machiavelli // Forerunner. — 1914. — Т. 5.
  - Begnina Machiavelli. — New York : Such and Such Publishing, 1998.
- Fulfilment // Forerunner. — 1914. — Т. 5, № 3. — С. 57–61.
  - «The Yellow Wall-Paper» and Other Stories / Ed. Robert Shulman. — Oxford : Oxford UP, 1995.
- If I Were a Man // Physical Culture. — 1914. — № 32. — С. 31–34.
  - «The Yellow Wall-Paper» and Other Stories / Ed. Robert Shulman. — Oxford : Oxford UP, 1995. — С. 262–268.
- Mr. Peebles's Heart // Forerunner. — 1914. — Т. 5, № 9. — С. 225–229.
  - «The Yellow Wall-Paper» and Other Stories / Ed. Robert Shulman. — Oxford : Oxford UP, 1995. — С. 269–276.
- Dr. Clair's Place // Forerunner. — 1915. — Т. 6, № 6. — С. 141–145.
  - «The Yellow Wall-Paper» and Other Stories / Ed. Robert Shulman. — Oxford : Oxford UP, 1995. — С. 295–303.
- Girls and Land // Forerunner. — 1915. — Т. 6, № 5. — С. 113–117.
  - «The Yellow Wall-Paper» and Other Stories / Ed. Robert Shulman. — Oxford : Oxford UP, 1995. — С. 286–294.
- Herland // Forerunner. — 1915. — Т. 6.
  - Herland. — New York : Pantheon Books, 1979.
- Mrs. Merrill's Duties // Forerunner. — 1915. — Т. 6, № 3. — С. 57–61.
  - «The Yellow Wall-Paper» and Other Stories / Ed. Robert Shulman. — Oxford : Oxford UP, 1995. — С. 277–285.
- A Surplus Woman // Forerunner. — 1916. — Т. 7, № 5. — С. 113–118.
  - «The Yellow Wall-Paper» and Other Stories / Ed. Robert Shulman. — Oxford : Oxford UP, 1995. — С. 304–313.
- Joan's Defender // Forerunner. — 1916. — Т. 7, № 6. — С. 141–145.
  - «The Yellow Wall-Paper» and Other Stories / Ed. Robert Shulman. — Oxford : Oxford UP, 1995. — С. 314–322.
- The Girl in the Pink Hat // Forerunner. — 1916. — Т. 7. — С. 39–46.
  - The Charlotte Perkins Gilman Reader / Ed. Ann J. Lane. — New York : Pantheon, 1980. — С. 39–45.
- With Her in Ourland: Sequel to Herland // Forerunner. — 1916. — Т. 7.
  - With Her in Ourland: Sequel to Herland. — Westport : Greenwood Publishing Group, 1997.